# Canal RED
Canal RED è un canale di televisione in spagnolo che trasmette attraverso internet e TDT. Diretto dalla sua inaugurazione a marzo del 2023 da Pablo Iglesias Turrión, è stato lanciato con un crowdfunding e si sostiene economicamente attraverso micro-donazioni mensili. Il canale copre notizie riguardanti l'attualità politica in Spagna e nei paesi dell'America Latina.

## Storia
Dopo avere diretto altri progetti televisivi (come Fort Apache, La tuerka, Otra vuelta de Tuerka, o La base), a novembre di 2022 il direttore di Canal RED lancia una campagna di crowdfunding per finanziare il progetto, divisa in due fasi. Nella prima (novembre di 2022) sono stati raccolti più di 180 000 euro e nella seconda (gennaio di 2023), più di quattrocentomila euro. Da allora, il canale riceve sottoscrizioni d'appoggio mensili.
Il canale alla sua data di lancio ha raccolto due programmi già precedentemente trasmessi su altri media, come La Base (trasmesso da Diario Publico)  o En la frontera (trasmesso sul canale YouTube di Juan Carlos Monedero). La programmazione è stata poi ampliata con nuovi programmi: Il Tablero, un programma di dibattito politico, Noticias Basicas, un telegiornale quotidiano, CaféInna, un programma di approfondimento di questioni internazionali condotto da Inna Afinogenova. A questi programmi se ne sono aggiunti che non vengono pubblicati con cadenza fissa.

### Premi e nomination
Alcune delle produzioni sono state nominate a premi. Il Tablero, programma mattutino in diretta, è stato tra i podcast rivelazione della categoria Attualità e Società 2023 d'Ivoox. Anche, La Base è stato finalista dei Premi Ivoox 2023 nella la stessa categoria.

## Diario RED

Logo di Diario RED

Diario RED è il giornale digitale di Canal RED, nato a settembre di 2023. Conto con editoriali, articoli d'opinione e notizie. Il suo obiettivo è cercare di mostrare la realtà plurinacional di Spagna e America Latina. La responsabilità degli articoli coincide con il planning de La Base e altri programmi di Canal RED.